# Jayton (Teksas)
Jayton je grad u američkoj saveznoj državi Teksas. Prema popisu stanovništva iz 2010. u njemu je živjelo 534 stanovnika.